# Nataliya Sipchenko
Nataliya Sipchenko –en ruso, Наталия Сипченко– (1947) es una deportista soviética que compitió en natación. Ganó una medalla de oro en el Campeonato Europeo de Natación de 1966 en la prueba de 4 × 100 m libre.

## Palmarés internacional
| Campeonato Europeo | Campeonato Europeo     | Campeonato Europeo | Campeonato Europeo |
| Año                | Lugar                  | Medalla            | Prueba             |
| ------------------ | ---------------------- | ------------------ | ------------------ |
| 1966               | Utrecht (Países Bajos) | Medalla de oro     | 4 × 100 m libre    |